# Algis Uždavinys
Algis Uždavinys (26 de abril de 1962-25 de julio de 2010) fue un prolífico filósofo y erudito lituano. Su trabajo fue pionero en el estudio hermenéutico comparativo de las religiones egipcia y griega, especialmente sus relaciones esotéricas con las religiones semíticas, y, en particular, en el aspecto interno del Islam (sufismo). Sus libros se han publicado en lituano, ruso, inglés, francés y español, incluidas las traducciones de Plotino, Frithjof Schuon y Ananda Coomaraswamy al ruso y al lituano.

## Biografía

### Primeros años
Criado en Druskininkai, junto al río Niemen en el sur de Lituania, Uždavinys se mudó a Vilna para realizar estudios en el antiguo Instituto Estatal de Arte de Lituania, ahora Academia de Bellas Artes de Vilna.

### Carrera
Al graduarse, entró en contacto con los escritos y autores de la escuela tradicionalista o perennialista, y esto influyó en su exégesis comparativa, en particular en sus estudios sobre el sufismo, la religión del Antiguo Egipto y su afirmación de la continuidad sustancial de la tradición filosófica griega desde Pitágoras hasta los últimos autores neoplatónicos. En esta última pretensión estaba expresamente en deuda con Pierre Hadot.
Uždavinys fue miembro activo del consejo editorial de la revista Acta Orientalia Vilnensia y director del Departamento de Humanidades de la Academia de Bellas Artes de Vilna, Facultad de Kaunas; como crítico de arte, filósofo e intelectual, fue una figura destacada en la vida cultural lituana. En 2008 pasó un tiempo como investigador en la Universidad La Trobe, en Bendigo, Australia.
Fue miembro de la Sociedad Internacional de Estudios Neoplatónicos y de la Asociación de Artistas Lituanos, y colaborador habitual de revistas como Sacred Web, Vancouver y Sophia, Washington D. C.

### Fallecimiento
Uždavinys murió mientras dormía de un aparente ataque al corazón el 25 de julio de 2010 en su pueblo natal de Kabeliai.

## Obra

### Libros
- The Golden Chain: An Anthology of Platonic and Pythagorean Philosophy (World Wisdom, 2004), ISBN 978-0-941532-61-7. Introducción.
- Philosophy as a Rite of Rebirth: From Ancient Egypt to Neoplatonism (The Matheson Trust y Prometheus Trust, 2008), ISBN 978-1-898910-35-0. Un extracto gratuito de gran tamaño; edición en castellano La filosofía como rito de renacimiento. Del antiguo Egipto al neoplatonismo (Ediciones Atalanta, 2023), ISBN 978-84-126014-0-4.[8][9][10][11][12][13][14][15][16][17][18][19]
- The Heart of Plotinus: The Essential Enneads (World Wisdom, 2009), ISBN 978-1-935493-03-7.
- Philosophy and Theurgy in Late Antiquity (Sophia Perennis, 2010), ISBN 978-1-59731-086-4.
- Ascent to Heaven in Islamic and Jewish Mysticism (The Matheson Trust, 2011), ISBN 978-1-908092-02-1. Extracto en PDF
- Orpheus and the Roots of Platonism (The Matheson Trust, 2011), ISBN 978-1-908092-07-6. Extracto en PDF

#### Monografías académicas en lituano
- Labyrinth of Sources. Hermeneutical Philosophy and Mystagogy of Proclus, Vilnius: Lithuanian State Institute of Philosophy and Sociology, Eurigmas, 2002. (ISBN 9986-523-88-5).
- Hellenic Philosophy from Numenius to Syrianus, Vilnius: Lithuanian State Institute of Culture, Philosophy, and Arts, 2003. (ISBN 9986-638-40-2).
- The Egyptian Book of the Dead, Kaunas: Ramduva. (ISBN 978-9955-524-06-9).
- Hermes Trismegistus: The Way of Wisdom, Vilnius: Sophia, 2005. (ISBN 9986-9351-3X).

### Capítulos
- "From Homer to the Glorious Qur’an: Hermeneutical Strategies in the Hellenistic and Islamic Traditions", Sacred Web, vol. 11, 2003.
- "The Egyptian Book of the Dead and Neoplatonic Philosophy", History of Platonism, Plato Redivivus, eds. Robert Berchman y John Finamore. New Orleans: University Press of the South, 2005.
- "Chaldean Divination and the Ascent to Heaven", en Seeing with Different Eyes: Essays in Astrology and Divination, eds. Patrick Curry y Angela Voss, Cambridge: Cambridge Scholars Publishing, 2007.

### Artículos
- "Putting on the Form of the Gods: Sacramental Theurgy in Neoplatonism", Sacred Web vol. 5, 2000, pp.107-120.
- "Sufism in the Light of Orientalism", Research Institute of Culture, Philosophy, and Arts, 2007.
- "Voices of Fire: Understanding Theurgy" (enlace roto disponible en Internet Archive; véase el historial, la primera versión y la última)., Eye of the Heart, Vol 1, 2008.
- "Metaphysical symbols and their function in theurgy" Archivado el 16 de septiembre de 2020 en Wayback Machine., Eye of the Heart, Vol 2, 2008.

## Edición en castellano
- La filosofía como rito de renacimiento. Del antiguo Egipto al neoplatonismo. Tapa dura, 712 páginas, traducción José Manuel Espadas, colección Memoria mundi 155. Ediciones Atalanta. 2023. ISBN 978-84-126014-0-4.